# La Besace
La Besace é uma comuna francesa na região administrativa de Grande Leste, no departamento Ardenas. Estende-se por uma área de 14,67 km². Em 2010 a comuna tinha 140 habitantes (densidade: 9,5 hab./km²).